# بن چاپلین
بن چاپلین (انگلیسی: Ben Chaplin؛ زادهٔ ۳۱ ژوئیهٔ ۱۹۶۹) یک هنرپیشه اهل بریتانیا است. وی از سال ۱۹۹۰ میلادی تاکنون مشغول فعالیت بوده‌است.
از فیلم‌ها یا برنامه‌های تلویزیونی که وی در آن نقش داشته‌است، می‌توان به دوریان گری، بازمانده روز، سیندرلا، دختر روز تولد، تویکست، جایگاه زیبایی، رنگ‌هراسی، افسانه‌های واهی، ارواح گمشده، حقیقت در مورد گربه‌ها و سگ‌ها، میدان واشنگتن و نشریات اشاره کرد.